# Роберт Льюїс Дресслер
Роберт Льюїс Дресслер (англ. Robert Louis Dressler; нар. 2 червня 1927) — американський ботанік-орхідолог. Член Американського товариства систематиків рослин.

## Біографія
Роберт Льюїс Дресслер народився 2 червня 1927 рок в місті Брансон, штат Міссурі.
У 1951 році Дресслер здобув ступінь бакалавра в Університеті Південної Каліфорнії. У 1957 році здобув ступінь доктора філософії у Гарвардському університеті. Роберт Льюїс Дресслер зробив значний внесок у ботаніку, описавши багато видів насінних рослин, зокрема родини орхідних.
Роберт Дресслер був куратором Міссурійського ботанічного саду та співробітником гербарію Університету Флориди. У 1963-1985 роках працював у Смітсонівському тропічному дослідницькому інституті в Панамі. Також працював у Гватемалі, Мексиці та Венесуелі.
Разом зі своєю дружина Керрі переїхав у Коста-Рику, де протягом 11 років, до своєї смерті, працював дослідником у Ланкестерському ботанічному саду Університету Коста-Рики. 
Роберт Дресслер помер 15 жовтня 2019 року, у своєму будинку в Параїсо, провінція Картаго.

## Наукова діяльність
Роберт Льюїс Дресслер спеціалізувався на таксономії орхідних.

## Окремі публікації
- Robert L. Dressler. The Pre-Columbian Cultivated Plants of Mexico. Botanical Museum Leaflets, Harvard University. Vol. 16, No. 6, pp. 115-172. 1953. (англ.)
- Robert L. Dressler. The Genus Pedilanthus (Euphorbiaceae). Contributions from the Gray Herbarium of Harvard University. No. 182, pp. 1-188. 1957. (англ.)
- Robert L. Dressler, Calaway H. Dodson. Classification and Phylogeny in the Orchidacea. Annals of the Missouri Botanical Garden. Vol. 47, No. 1, pp. 25-68. 1960 (англ.)
- Robert L. Dressler. A Reconsideration of Encyclia (Orchidaceae). Springer Nature. Brittonia. Vol. 13, No. 3, pp. 253-266. 1961. (англ.)
- Robert L. Dressler. Index of Orchid Names. Annals of the Missouri Botanical Garden, Vol. 49, No. 1/2, pp. 131-136 1961. 1962. (англ.)
- Robert L. Dressler. Pollination by Euglossine Bees. Oxford University Press. Evolution. Vol. 22, No. 1, pp. 202-210. 1968. (англ.)
- Robert L. Dressler. A Further Note on Hormidium. Taxon. Vol. 19, No. 3, 1970, p. 484 (англ.)
- Robert L. Dressler. Venezuelan orchids ilustrated; una obra monumental. 1977. (ісп.)
- Robert L. Dressler. The subfamilies of the Orchidaceae. Selbyana, Vol. 5, No. 2, pp. 197-206. 1979. (англ.)
- Robert L. Dressler. Salpistele, un género nuevo de las Pleurothallidinae. Orquideologia. 1979. (ісп.)
- Robert L. Dressler. Biology of the Orchid Bees (Euglossini). Annual Review of Ecology and Systematics. Vol. 13, pp. 373-394. 1982 (англ.)
- Robert L. Dressler. The Orchids: Natural History and Classification. Harvard University Press, 1990. ISBN 978-0-674-87526-5 (англ.)
- Robert L. Dressler. Phylogeny and Classification of the Orchid Family. Cambridge University Press, 1993. ISBN 978-0-521-45058-4 (англ.)
- Robert L. Dressler. Field Guide to the Orchids of Costa Rica and Panama. Cornell University Press. 1993. ISBN 9781501734144 (англ.)
- Robert L. Dressler. Phylogeny and Classification of Orchid Family. Cambridge University Press. 1993. ISBN 0931146240 (англ.)
- Robert L. Dressler. Die Orchideen. Biologie und Systematik der Orchidaceae. Augsburg, Bechtermünz / Weltbild Verlag., 1996. ISBN 3860474138 (нім.)
- Robert L. Dressler. The Encyclia pygmaea complex, with a new Central American species, Encyclia racemifera. Missouri Botanical Garden, P. O. Box 299, St. Louis, Missouri. 1996. (англ.)
- Robert L. Dressler. New Species and Combinations in Costa Rican Orchids. Novon, vol. 7, no 2,‎ 1997. p. 120–126 ISSN 1055-3177 (англ.)
- Robert L. Dressler. Mesoamerican Orchid Novelties 3. Novon, vol. 10, no 3,‎ 2000, p. 193–200 ISSN 1055-3177 (англ.)
- Robert L. Dressler. Mesoamerican Orchid Novelties 5, Oncidiinae. Selbyana, Vol. 22, No. 1, pp. 9-13. 2001. (англ.)
- Robert L. Dressler, Norris H. Williams. New Combinations in Mesoamerican Oncidiinae (Orchidaceae). Selbyana, Vol. 24, No. 1, pp. 44-45. 2003. (англ.)
- Robert L. Dressler, W. Mark Whitten, Norris H. Williams.  Phylogenetic Relationships of Scaphyglottis and Related Genera (Laeliinae: Orchidaceae) Based on nrDNA ITS Sequence Data, Brittonia, vol. 56, no 1,‎ 2004, p. 58–66 ISSN 0007-196X (англ.)
- Robert L. Dressler, Franco Pupulin. Some problems in trichopilia (Orchidaceae: Oncidiinae), with two new species of modest flower size. Harvard Papers in Botany, vol. 10, no 1,‎ 2005, p. 89–93 ISSN 1043-4534 (англ.)
- Robert L. Dressler. Orchids of Western Australia. Systematic Botany 34(3), 611, 2009. (англ.)
- Robert L. Dressler. Nomenclature Notes-Sobralia decora. Orchids. 2012 (англ.)
- Robert L. Dressler, Marco Acuña, Franco Pupulin. Sobralia turrialbina (Orchidaceae: Sobralieae): Long Cultivated and Now Described. Harvard Papers in Botany. Vol. 21, No. 2, pp. 251-261. 2016. (англ.)
- Robert L. Dressler. Field Guide to the Orchids of Costa Rica and Panama. Cornell University Press, 2019. ISBN 978-1-5017-3414-4 (англ.)

## Вшанування
Роберт Льюїс Дресслер досліднив та описав понад 500 таксонів рослин, а близько 100 видів орхідей носять його ім'я. Рід рослин Dressleria Dodson було названо на його честь.
На його честь були також названі такі види рослин:
- Dracontium dressleri Croat[15]
- Philodendron dressleri G.S.Bunting[16]
- Spathiphyllum dressleri Croat & F.Cardona[17]
- Marsdenia dressleri Spellman[18]
- Sciadocephala dressleri R.M.King & H.Rob.[19]
- Begonia dressleri Burt-Utley[20]
- Parmentiera dressleri A.H.Gentry[21]
- Tillandsia dressleri L.B.Sm.[22]
- Werauhia dressleri (Rauh) J.R.Grant[23]
- Macrolobium dressleri R.S.Cowan[24]
- Lobelia dressleri Wilbur[25]
- Plowmanianthus dressleri Faden & C.R.Hardy[26]
- Cyclanthera dressleri Wunderlin[27]
- Doliocarpus dressleri Aymard[28]
- Tectaria dressleri A.Rojas[29]
- Euphorbia dressleri V.W.Steinm.[30]
- Herissantia dressleri Fryxell[31]
- Calathea dressleri H.Kenn.[32]
- Marcgravia dressleri Gir.-Cañas[33]
- Ardisia dressleri Pipoly & Ricketson[34]
- Campylocentrum dressleri H.Dietr. & M.A.Díaz[35]
- Coccineorchis dressleri Szlach., Rutk. & Mytnik[36]
- Dichaea dressleri Folsom[37]
- Epidendrum dressleri Hágsater[38]
- Gongora dressleri Jenny[39]
- Triaristellina dressleri (Luer) Rauschert[40]
- Vanilla dressleri Soto Arenas[41]
- Arberella dressleri Soderstr. & C.E.Calderón[42]
- Psychotria dressleri (Dwyer) C.W.Ham.[43]
- Zamia dressleri D.W.Stev.[44]
- Renealmia dressleri Maas[45]